# Complainte en procédure civile française
Pour les articles homonymes, voir complainte.
La complainte, en procédure civile, est une action en justice permettant d'agir au possessoire lorsque le possesseur d'un bien réel immobilier ou même le simple détenteur précaire, est victime d'un trouble actuel.